# Лейн, Кеннет
Кеннет Лейн (англ. Kenneth Lane; 16 августа 1923, Торонто — 22 января 2010, там же) — канадский гребец-каноист, выступал за сборную Канады в начале 1950-х годов. Серебряный призёр летних Олимпийских игр в Хельсинки, многократный победитель и призёр регат национального значения. Также известен как спортивный функционер и чиновник.

## Биография
Кеннет Лейн родился 16 августа 1923 года в городе Торонто провинции Онтарио. Активно заниматься греблей начал в возрасте четырнадцати лет, проходил подготовку в торонтском клубе Balmy Beach Club, тренировался вместе со старшим братом Норманом. Неоднократно побеждал на чемпионатах Канады, имеет в послужном списке 14 золотых наград, выигранных на международной арене.
Наибольшего успеха на взрослом международном уровне добился в сезоне 1952 года, когда попал в основной состав канадской национальной сборной и благодаря череде удачных выступлений удостоился права защищать честь страны на летних Олимпийских играх в Хельсинки. Стартовал здесь в паре с партнёром Дональдом Хаугудом в зачёте двухместных каноэ на дистанции 10000 метров — они удерживали лидирующую позицию практически на протяжении всей гонки, однако буквально перед самым финишем их более чем на секунду обошёл французский экипаж Жоржа Тюрлье и Жана Лоде. Таким образом, они завоевали серебряные олимпийские медали.
После завершения спортивной карьеры работал управляющим в канадской национальной сборной по гребле на байдарках и каноэ, в частности побывал с ней на Панамериканских играх 1967 года в Виннипеге, на Олимпийских играх 1972 года в Мюнхене и на домашних Олимпийских играх 1976 года в Монреале. В 1974 году основал федерацию гребли на байдарках и каноэ провинции Онтарио, в период 1945—2000 годов занимал должность казначея в западном онтарском отделении Канадской ассоциации каноэ.
Лейн продолжал заниматься греблей даже в преклонном возрасте, так, в 1990-х годах он пять раз становился чемпионом Канады по гребле на каноэ в категории спортсменов старше 60 лет. Имеет несколько наград Канадской ассоциации каноэ, в том числе был удостоен высочайшей награды Edgar Gilbert Award за строительство и получил награду Queen's Jubilee Award за свою активную волонтёрскую деятельность. Также на любительском уровне имеет некоторые достижения в таких видах спорта как теннис, сквош, бридж и гольф.
Умер 22 января 2010 года в Торонто в возрасте 86 лет от лейкемии.